# Asphondylia serrata
Asphondylia serrata är en tvåvingeart som beskrevs av Maia 2004. Asphondylia serrata ingår i släktet Asphondylia och familjen gallmyggor. Inga underarter finns listade i Catalogue of Life.